# Bat Out of Hell: Live with the Melbourne Symphony Orchestra
Bat Out Of Hell: Live with the Melbourne Symphony Orchestra – album koncertowy nagrany przez Meat Loafa w dniach 20–22 lutego 2004 roku podczas trasy koncertowej po Australii.

## Lista utworów
1. Bat Out Of Hell (Jim Steinman) – 11:48
2. You Took The Words Right Out Of My Mouth (Hot Summer Night) (Jim Steinman) – 5:16
3. Heaven Can Wait (Jim Steinman) – 5:09
4. All Revved Up With No Place To Go (Jim Steinman) – 5:22
5. Two Out Of Three Ain't Bad (Jim Steinman) – 5:42
6. Paradise By The Dashboard Light (Jim Steinman) – 11:07
7. For Crying Out Loud (Jim Steinman) – 10:45

## Edycje limitowane i specjalne
1. edycja australijska i limitowana – I’d Do Anything for Love (But I Won’t Do That) (Jim Steinman) – 11:05
2. edycja limitowana – Couldn't Have Said It Better (James Michael, Nikki Sixx) – 8:13
3. edycja limitowana z DVD
  - Two Out Of Three Ain't Bad (Jim Steinman) – 8:44 (video "na żywo")
  - Couldn't Have Said It Better James Michael, Nikki Sixx) – 5:44 (teledysk)
  - Did I Say That (James Michael) – 4:52 (teledysk)
  - Rock And Roll Dreams Come Through (Jim Steinman) – 6:32 (audio)
  - I'd Lie For You (And That's the Truth) (Diane Warren) – 5:05 (audio)
  - Dead Ringer For Love (Jim Steinman) – 5:17 (audio)
  - Zdjęcia

## Twórcy
- Meat Loaf – śpiew
- Paul Crook – gitara prowadząca
- Randy Flowers – gitara elektryczna, keyboard, chórek
- Kasim Sulton – gitara basowa, chórek
- Mark Alexander – fortepian, keyboard, chórek
- John Miceli – perkusja
- Patti Russo – śpiew kobiecy, chórek
- Carolyn "C.C." Coletti-Jablonski – wokal wspierający kobiecy, chórek
- Orkiestra Symfoniczna Melbourne pod batutą Keitha Levensona